# Stazione di Zárate
La stazione di Zárate (Estación Zárate in spagnolo) è una stazione ferroviaria, capolinea della linea Mitre, situata nell'omonima città della provincia di Buenos Aires. Dai suoi binari partono anche treni a lunga percorrenza per Rosario, Córdoba e Tucumán.